# Пас, Абель

Абель Пас — участник Гражданской войны в Испании

Абель Пас (настоящие имя и фамилия — Диего Камачо) (исп. Abel Paz; 12 августа 1921, Альмерия, Андалусия — 13 апреля 2009, Барселона) — испанский историк, анархист. Прозаик, хронист Гражданской войны в Испании. Антифашист.

## Биография
Родился в крестьянской семье, поддерживавшей идеи анархизма. В 1929 году семья переехала в Барселону. С 12 лет был вынужден работать, стал участвовать в социальной борьбе. Был в числе организаторов создания молодёжной группы «Дон Кихоты идеала».
Вступил в анархо-синдикалистскую Национальную конфедерацию труда / Федерацию анархистов Иберии (НКТ/ФАИ).
В 15-летнем возрасте в составе единого антифашистского республиканского лагеря, принял участие в Гражданской войне в Испании (1936) и Испанской революции.
В 1937 году — участник, так называемых, майских дней в Барселоне, где произошли столкновения между анархистами и коммунистами. После поражения в Каталонии в январе 1939 года бежал во Францию. Был интернирован.
В начале 1940-х гг. сражался в рядах французского движения сопротивления. В 1942 году возвратился из французской эмиграции в фашистскую Испанию и до своего ареста участвовал в партизанской борьбе против франкистского режима.
В 1943 году Абель Пас предстал перед военным судом. Находился в заключении 12 лет (1942—1954). В тюрьме получил заболевание лёгких. После освобождения, в середине 1950-х гг. выехал за рубеж. Смерть Ф. Франко позволила ему вернуться в Испанию.
Поселился в Барселоне. В течение следующих лет написал целый ряд книг об истории испанской Гражданской войны, в том числе, биографию легендарного анархиста Буэнавентуры Дуррути, которая стала его самым значительным историческим трудом, была переведена на многие языки и напечатана в нескольких изданиях.

Это была единственная когда-либо существовавшая революция, при которой рабочие взяли экономику в свои собственные руки. Они развили экономику, не в пользу буржуазии, а на пользу всем. Но она не потерпела неудачи! В те 32 месяца, которые продолжалась революция, рабочие сами управляли экономикой. Революции не кончаются, революции имеют цену в идеях, которые они развивают. Эти идеи можно придавить репрессией, но они существуют дальше. Неудачи не было. Это очень буржуазное представление — это бизнес может потерпеть неудачу…
Испанская революция показала какие возможности в развитии общества самоуправления существуют, общества равных среди равных, в открытом диалоге. Анархисты как раз-то не создали тоталитарную систему, потому-что она противоречит духу анархизма. Кто сегодня еще говорит об успехах русской или китайской революции? Сегодня не успешная смена власти, а внутреннее направление является решающей критерией при их оценке.
Анархическими является человеческое мышление и в сторону анархизма пойдет история. Там нет ничего статического или теоретического. Речь идет о постоянно возвращающейся борьбе за изменение и развитие человеческих потребностей. Анархизм является частью человеческой жизни.— Интервью Абеля Паса газете «Дневник Барселоны» 29-го и 30-го апреля 1992 г.

## Избранная библиография
- Durruti en la revolución española
- Crónica de la Columna de Hierro
- Paradigma de una revolución
- Al pie del muro (Воспоминания, 1942—1954)
- Los internacionales en la Región española
- Entre la niebla (1939—1942)
- Chumberas y alacranes (1921—1936)
- Viaje al pasado (1936—1939)
- La cuestión de Marruecos y la República española
- CNT 1939—1951. El anarquismo contra el Estado franquista